# Olbram Zoubek

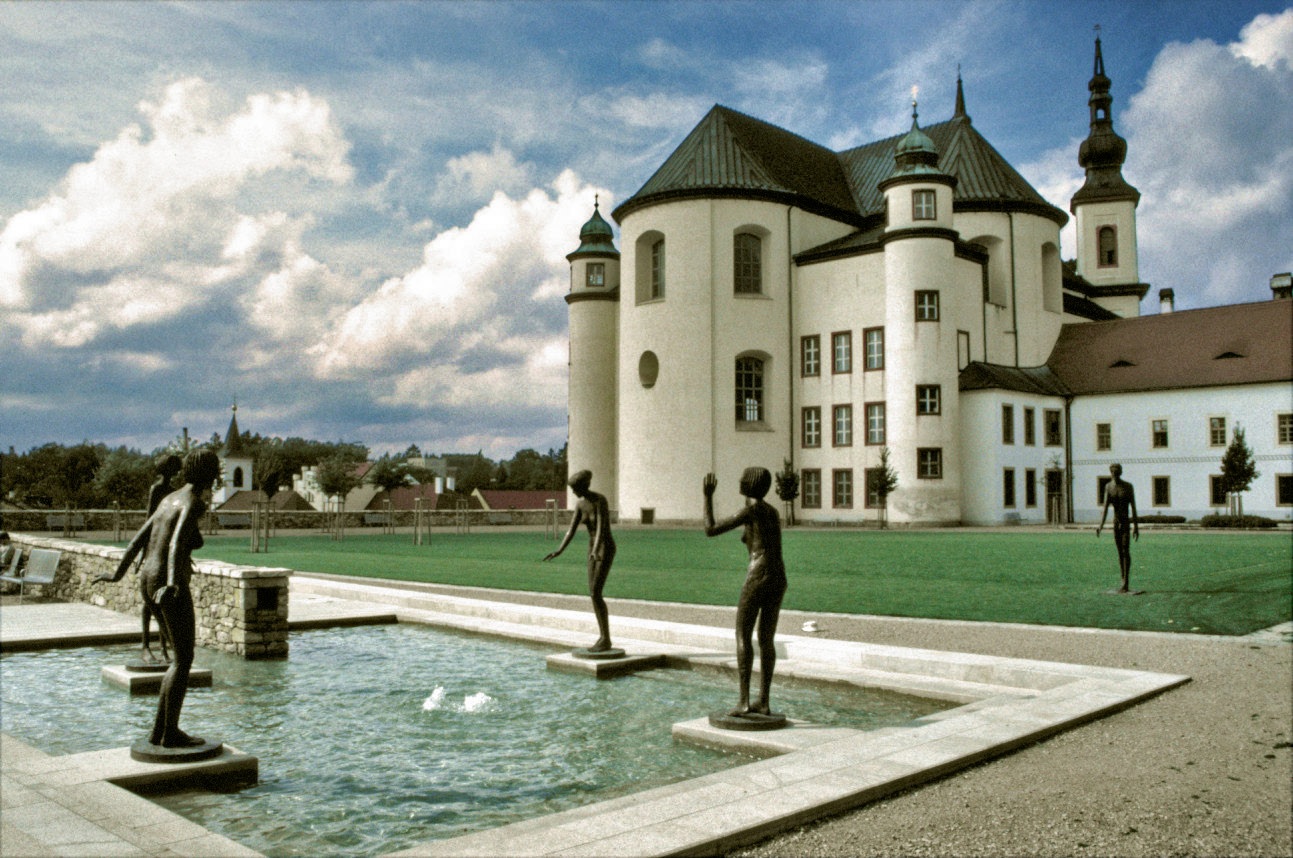
Kasteel Litomyšl met sculpturen van Olbram Zoubek

Olbram Zoubek (Praag, 21 april 1926 – aldaar, 15 juni 2017) was een Tsjechisch beeldhouwer.

## Leven en werk
Zoubek, die werd geweigerd aan de kunstacademie van Praag, bezocht van 1945 tot 1952 de opleiding voor architectuur en vormgeving (Vysoké škole uměleckoprůmyslové) bij Josef Wagner, waar hij naast beeldhouwkunst ook restauratiewerk studeerde. Zijn medestudente, de beeldhouwster Eva Kmentová, werd zijn eerste echtgenote. In 1959 werd hij lid van de tot 1970 bestaande kunstenaarsgroepering Trasa. Het figuratieve werk van Zoubek werd, na een bezoek aan Parijs, beïnvloed door Alberto Giacometti.

### Kasteel van Litomyšl
Van 1974 tot 1991 werkte Zoubek, met enkele andere beeldhouwers, als restaurator aan het renaissancekasteel van Litomyšl. Het kasteel, dat sinds 1999 is opgenomen in de Werelderfgoedlijst van de UNESCO, heeft thans een culturele bestemming. Zoubek, die in Praag en Litomyšl woonde en werkte, stelde een groot deel van zijn oeuvre tentoon in de kelderverdieping van het kasteel.

### Symposia/exposities
Als steenbeeldhouwer heeft Zoubek deelgenomen aan enkele symposia:
- 1965: Internationaal steenbeeldhouwersymposium in Vyšné Ružbachy (Okres Stará Ľubovňa - Slovenië)
- 1966: Symposion Europäischer Bildhauer in Sankt Margarethen im Burgenland (Oostenrijk)
- 1969/70: Skulpturenfeld Oggelshausen in Oggelshausen (Duitsland)

In 1993 werd hij samen met Jan Hejda naar Nederland gehaald door Bé Bos, zijn vriend en voorzitter van de stichting “De Moravische Poort”, voor een tentoonstelling in Groningen. In 2006 werd in Praag, ter gelegenheid van zijn tachtigste verjaardag, een grote openluchttentoonstelling van 110 werken uit de periode van 1958 tot 2006 gehouden.

## Werken (selectie)
- Jan Palach-monument, Jan Palachplein in Praag (Zoubek maakte voor Palach ook een grafsteen, die door het communistische bewind werd verwijderd)
- Monument slachtoffers van het communisme (2002), Praag
- Graftombe familie Havel
- Sculpturengroep in Praag-Háje
- Sculpturengroep kasteel van Litomyšl
- Zonder titel ("Thea") (1992/93) in Roden (Gemeente Noordenveld in Drenthe)

## Fotogalerij

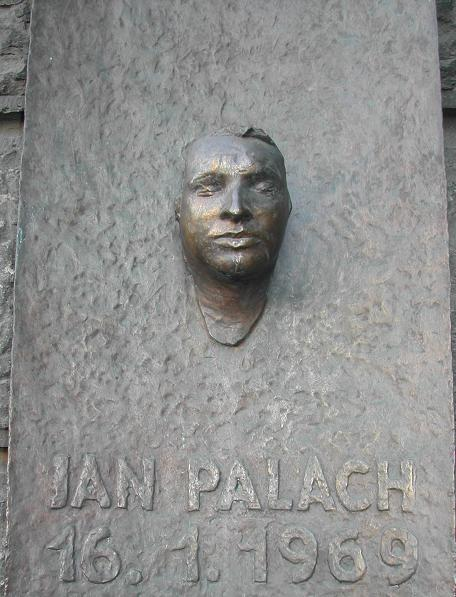
Jan Palach monument, Jan Palachplein in Praag
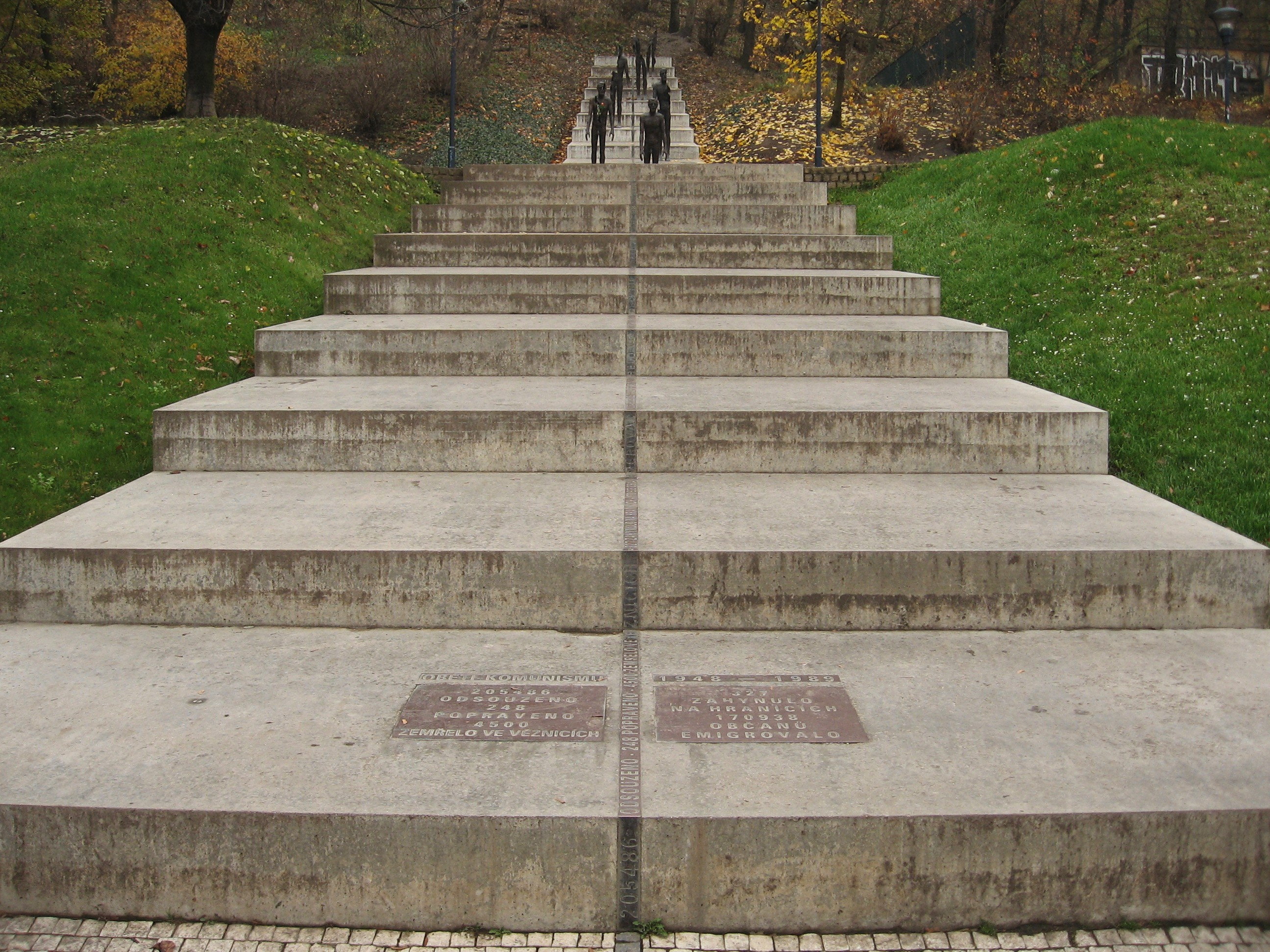
Monument slachtoffers van het communisme in Praag
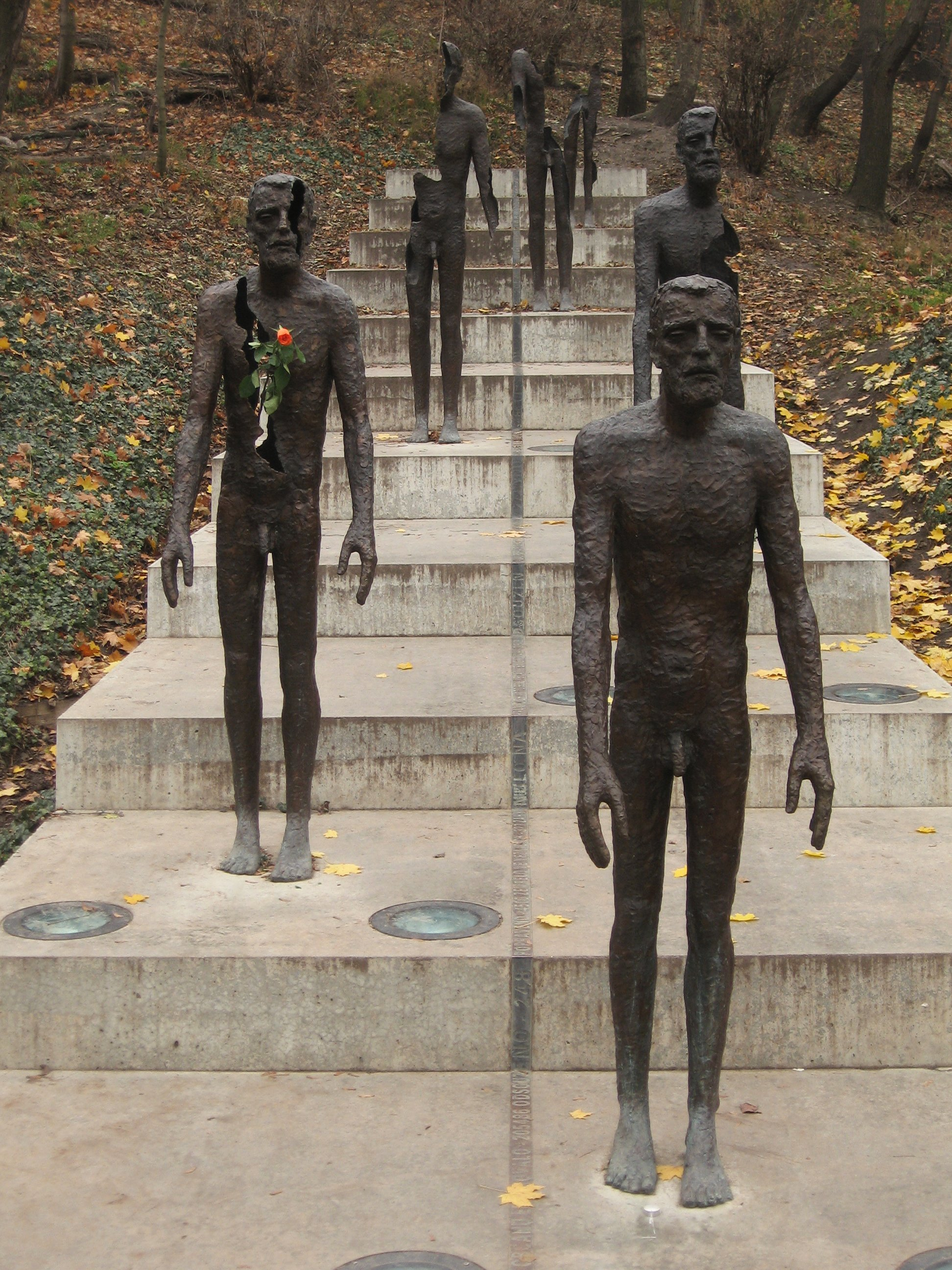
Monument slachtoffers van het communisme in Praag
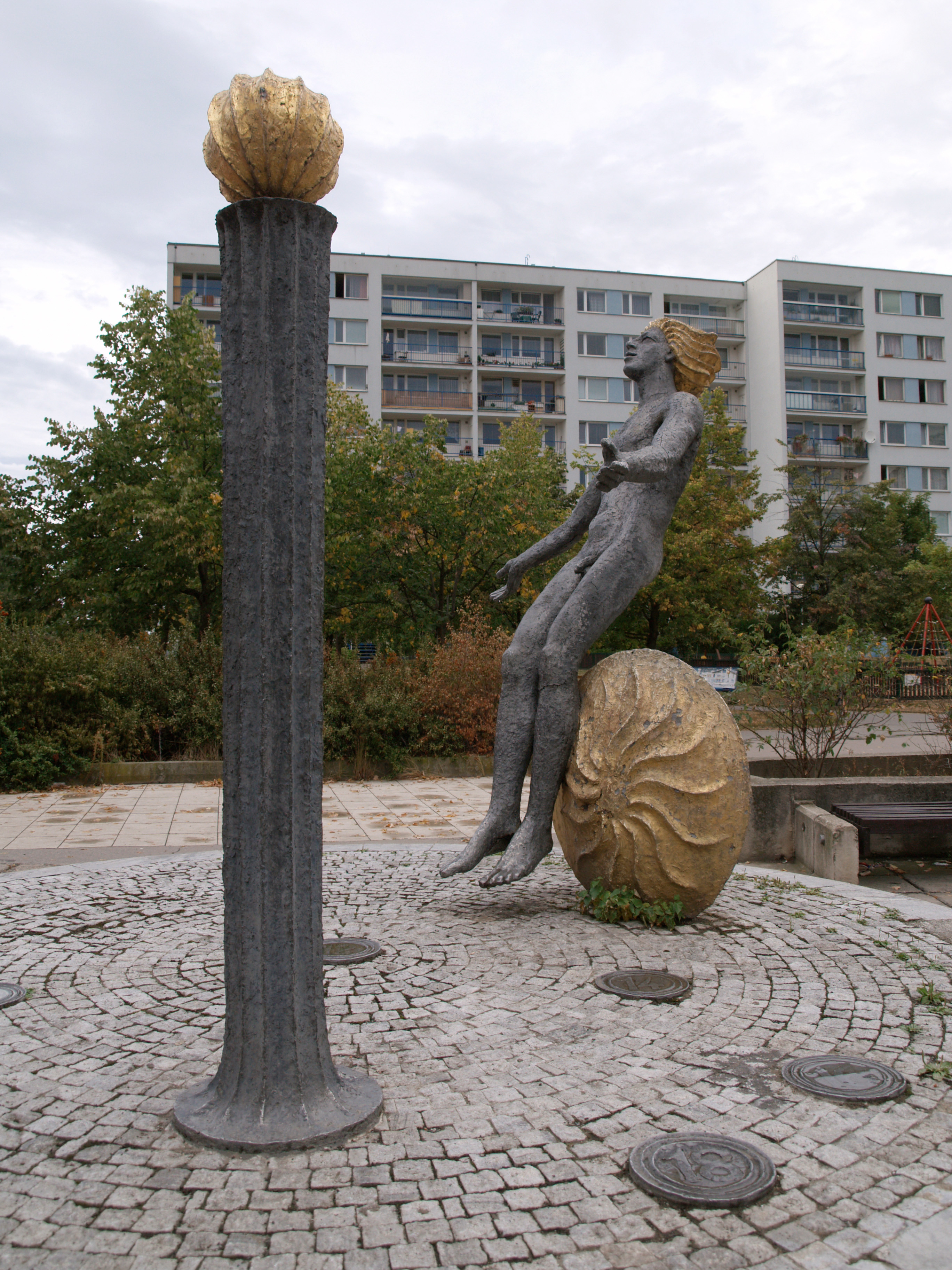
Sculptuurgroep
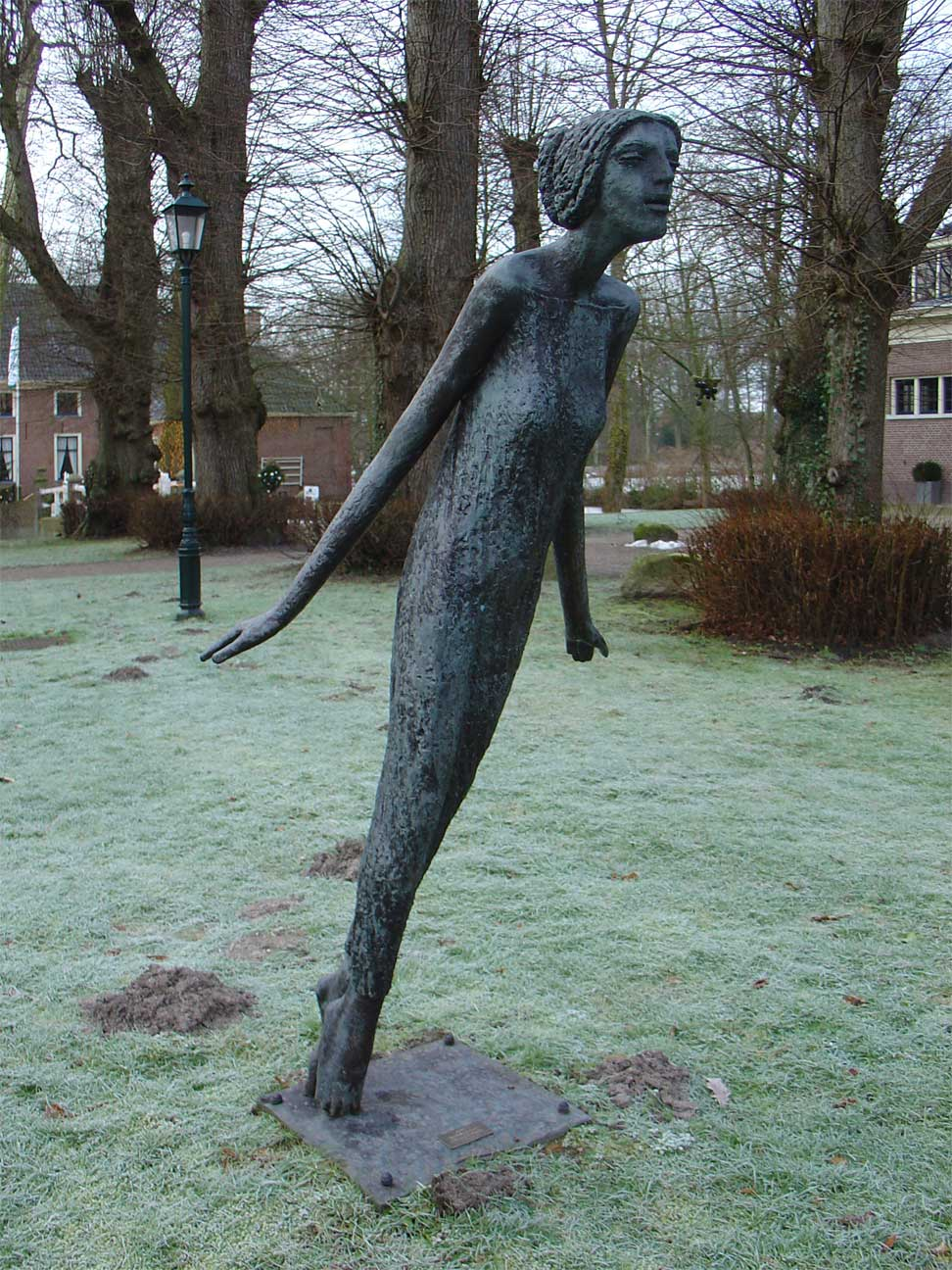
Zonder titel (1992/93) in Roden
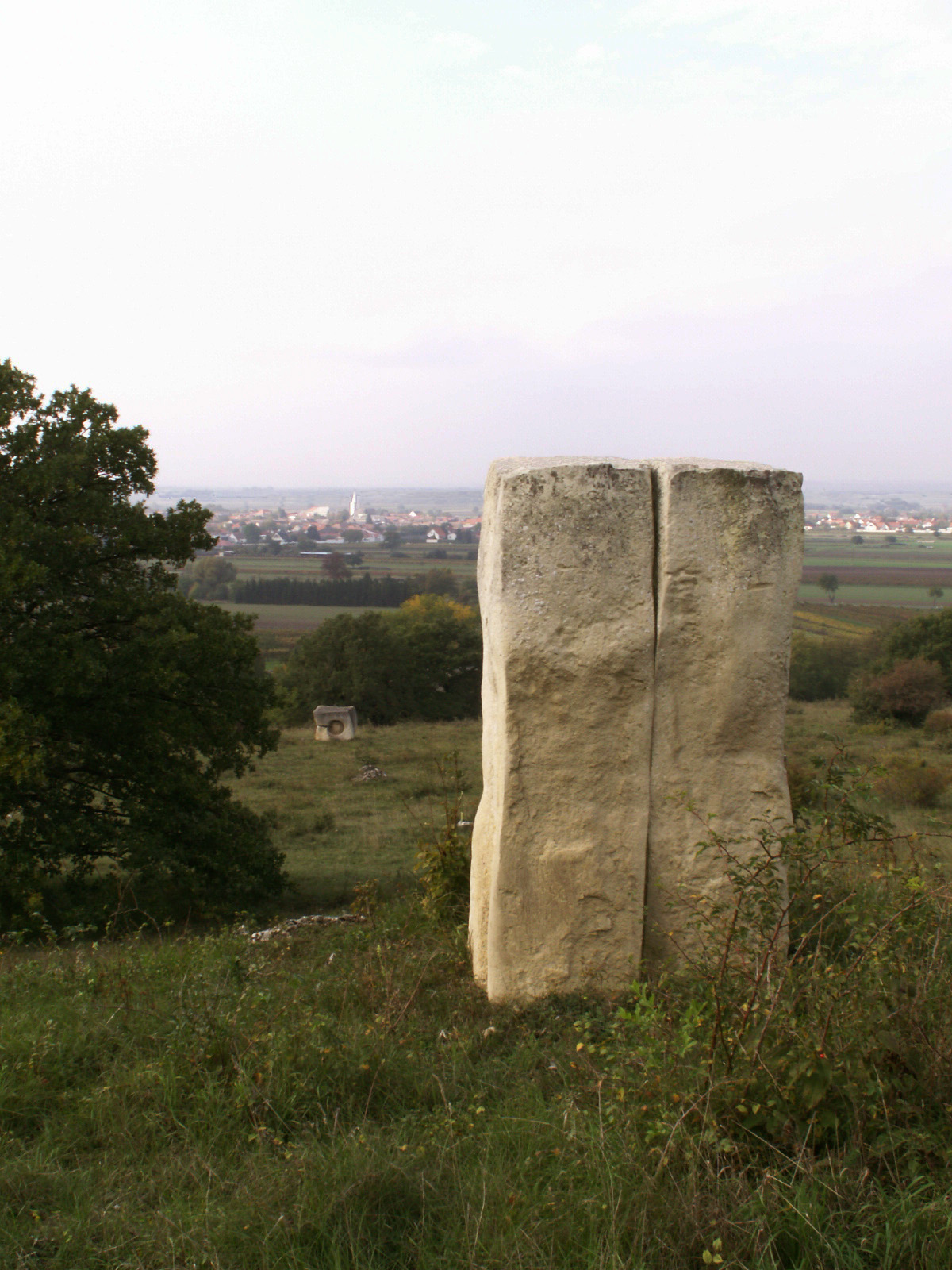
Zonder titel (1966) in Sankt Margarethen im Burgenland
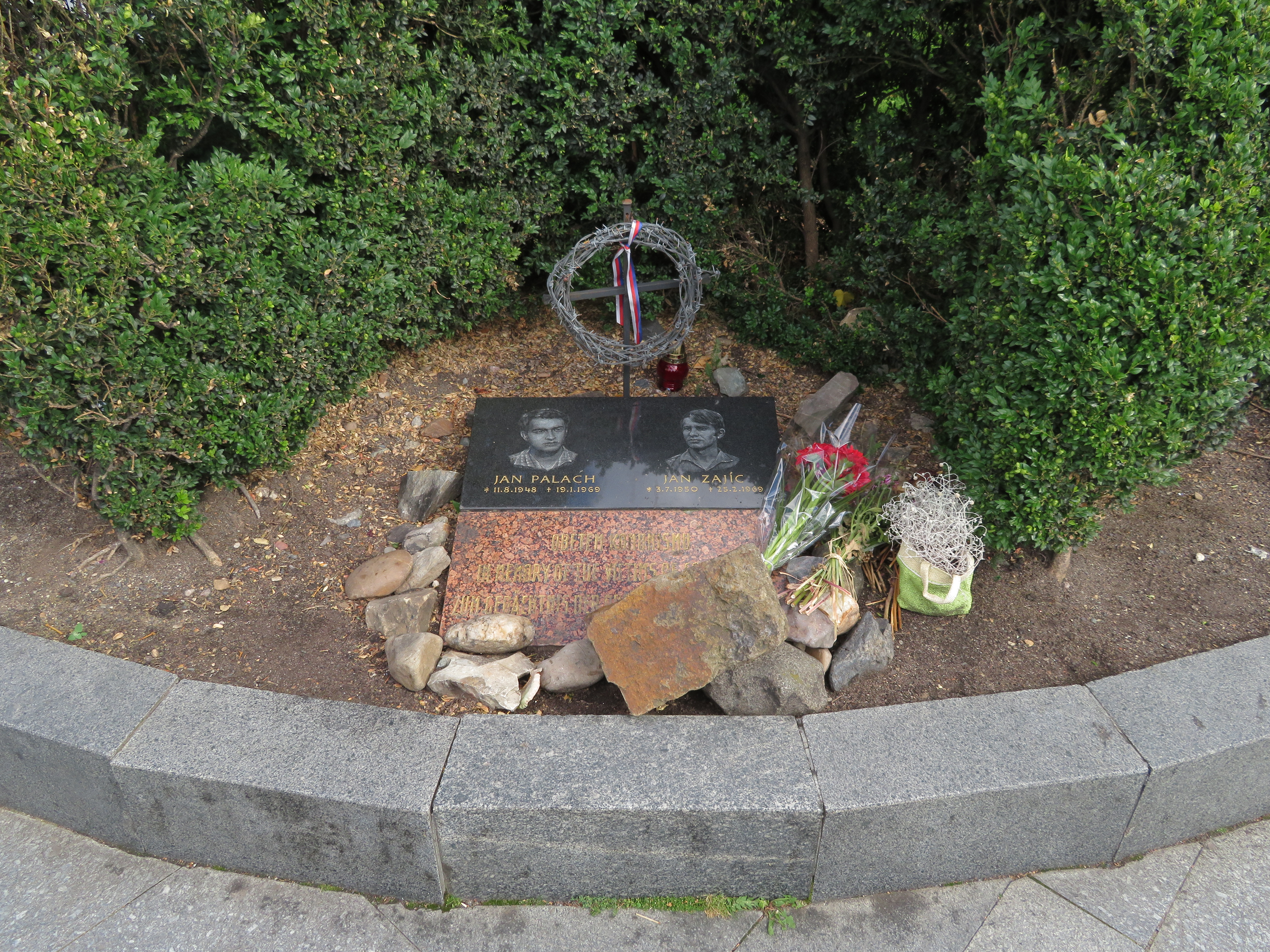
Plaquette ter nagedachtenis van Palach en Zajíc